# SN 1991aa
SN 1991aa – supernowa typu Ia odkryta 7 maja 1991 roku w galaktyce A124509-0619. W momencie odkrycia miała maksymalną jasność 16,00m.